# Velennes (Somme)
Velennes è un comune francese di 159 abitanti situato nel dipartimento della Somme nella regione dell'Alta Francia.

## Società

### Evoluzione demografica
Abitanti censiti